# Bulbophyllum odontopelatum
Bulbophyllum odontopelatum là một loài phong lan thuộc chi Bulbophyllum.